# Bernard Hardion
Bernard Hardion (22 juin 1899 à Tours - 30 avril 1986 à Paris) est un diplomate français.

## Biographie
Bernard Hardion naît à Tours le 22 juin 1899. Il est le fils de Jean-Marie Hardion, architecte du Grand Théâtre de Tours, et de Germaine Faucheux.
Il étudie au lycée Descartes de Tours puis au lycée Louis-le-Grand à Paris. Il étudie ensuite à la Sorbonne avant d'entamer une carrière diplomatique.
Bernard Hardion est successivement ambassadeur de France en Iran, ambassadeur de France au Mexique à deux reprises, ambassadeur de France en Espagne, ambassadeur de France au Brésil et ambassadeur de France en Turquie.